# Mandolaute

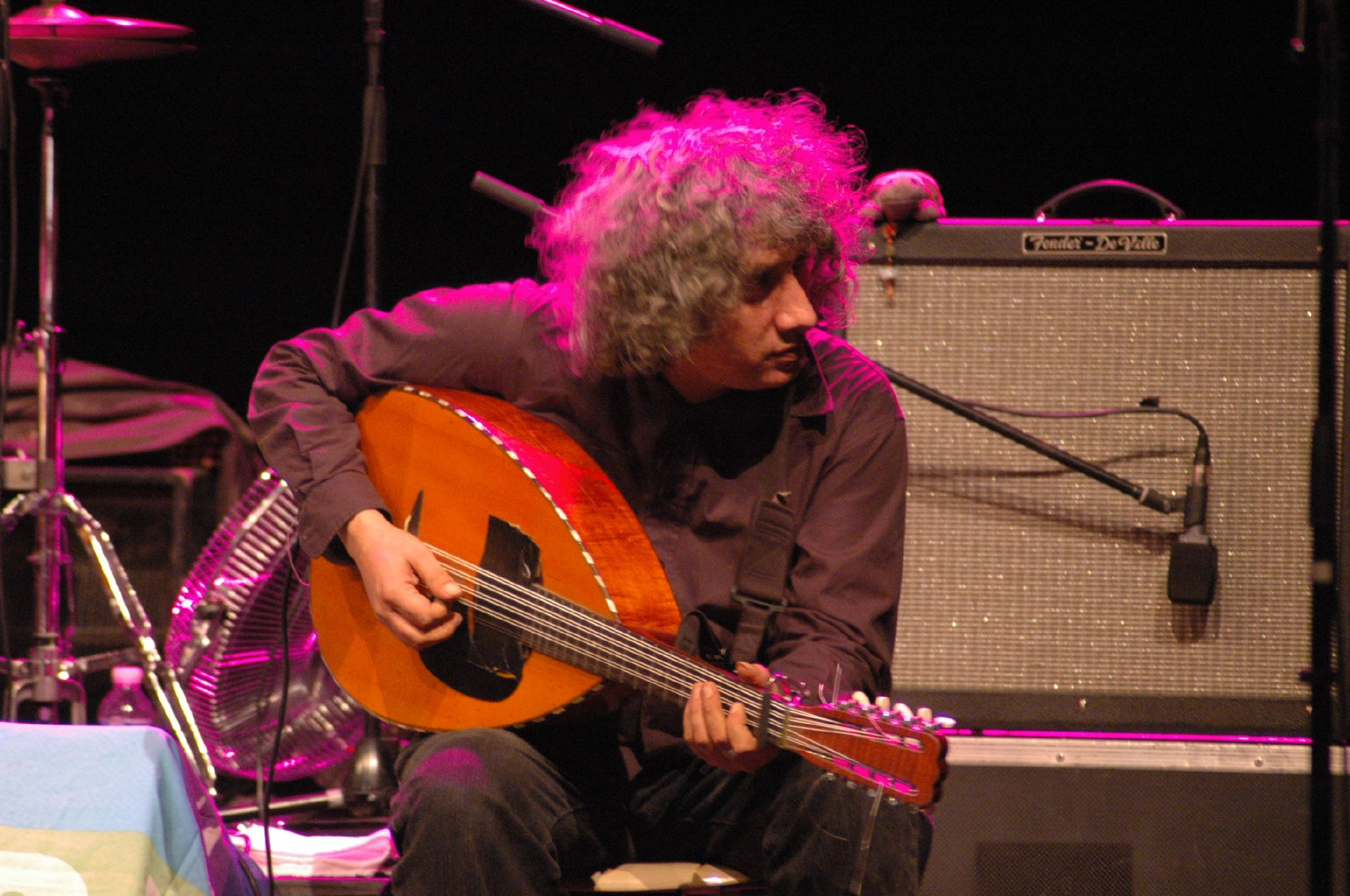
Hakim Hamadouche spielt eine Mandolaute in Marseille

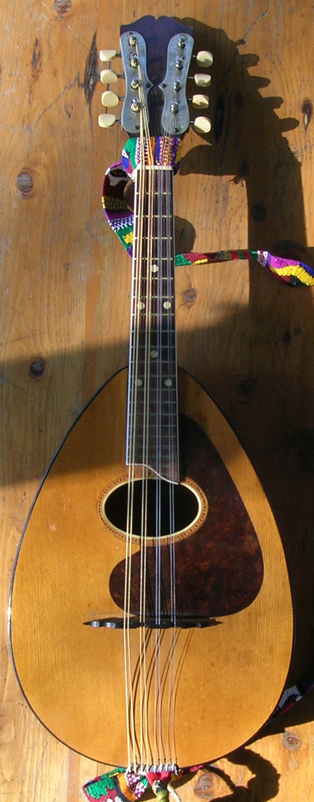
Amerikanische Mandolute von Weymann, hergestellt zwischen 1920 und 1939

Die Mandolaute ist ein Zupfinstrument, die sich aus dem Oud entwickelte. Sie hat zehn Saiten und wird manchmal auch mandoluth oder mandol genannt. Sie ist etwas größer als eine Mandola. Die Mandolaute ist eine Mischung vom Saitengang des Ouds mit dem Griffbrett der klassischen Gitarre. Die daraus entstehende Gestalt wirkt etwa wie eine Flachmandoline, hat jedoch einen tieferen und wesentlich größeren Resonanzkörper. Der Begriff Mandolaute wurde auch für einige von den Dusyma-Werkstätten in Stuttgart-Ostheim hergestellten Instrumente benutzt.
Der Name Mandolute wurde auch für ein von der US-Firma Weymann hergestelltes Mandolinenmodell verwendet. Diese „Mandolutes“ haben acht Saiten und sind traditionelle Flachmandolinen.